# حوارة (ضنية)
حوارة هي قرية لبنانية من قرى قضاء الضنية في محافظة الشمال.
مساحتها 25 مليون متر مربع. ارتفاعها عن البح حوالي 1000 متر. عدد سكانها 2500 نسمة غالبهم من عائلتي التركماني وخليل (فخذ من عائلة التركماني). كما يوجد فيها عائلات وأسر مسيحية.
يعتمد أهل هذه القرية على الزراعة والأعمال الحرة والتجارة كمصدر اساسي للدخل. 
في الشتاء ينتقل معظم أهل القرية للعيش ساحلا (في مدينة طرابلس غالبا).
في الاونة الاخيره حصلت القرية على اهتمام اعلامي غير مسبوق وذلك بسبب زيارة السفير التركي لها لاكثر من مرة باعتبار ان اصول سكان هذه القرية تركي.